# Battaglia di Cepeda (1859)
La battaglia di Cepeda, avvenuta il 23 ottobre 1859 nell'ambito delle guerre civili argentine, fu una delle due battaglie che si tennero a distanza di molti anni nelle campagne intorno a Cepeda, nella provincia di Santa Fe, in Argentina.
Nella battaglia si affrontarono le forze dello Stato di Buenos Aires, separatosi nel 1852 dal resto del Paese, con quelle della Confederazione Argentina. L'esercito di Buenos Aires fu sconfitto e, dopo una serie di negoziati, si arrivò al patto di San José de Flores, che prevedeva il reingresso della provincia ribelle nella Repubblica Argentina.

## Contesto storico
La battaglia di Caseros del 1852 aveva chiuso una lunga epoca di scontri ininterrotti tra leader provinciali, i caudillos, dotati ciascuno di un proprio esercito; non erano finiti tuttavia gli scontri tra chi sosteneva uno stato centralizzato (unitarios) e chi invece propugnava una federazione paritaria di province (federales). I primi, in seguito all'accordo di San Nicolás, avevano preso il potere nella provincia di Buenos Aires, rifiutando di adeguarsi alla politica degli altri governatori provinciali, intenzionati a riorganizzare lo stato attraverso una costituzione di stampo federale. Si erano pertanto separati dal resto del Paese, creando un proprio stato indipendente che non partecipò alla promulgazione della Costituzione del 1853 e ne rifiutò l'adozione.

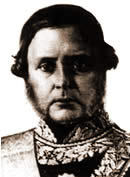
Justo José de Urquiza.

Durante la presidenza di Justo José de Urquiza, il vincitore di Caseros, il Paese rimase diviso in due. Nonostante molti dei federales spingessero per invadere la provincia secessionista, Urquiza volle tenere un atteggiamento moderato nei confronti dei porteños, cercando di giungere ad un accordo; i vari governi che si succedettero a Buenos Aires, tuttavia, rifiutarono ogni trattativa. Non riuscì nemmeno alla Confederazione il tentativo di appoggiare un candidato moderato alle elezioni per la carica di governatore, dal momento che il potere politico ed economico degli unitarios riuscì a portare alla vittoria uno degli esponenti più radicali del loro schieramento, Valentín Alsina, che prese possesso delle sue funzioni nel maggio del 1857.
La secessione aveva nel frattempo recato gravi danni economici alla Confederazione: le esportazioni continuarono a passare quasi esclusivamente dal porto di Buenos Aires, la cui dogana rimaneva la più importante fonte di ingressi fiscali del Paese. La situazione divenne in breve insostenibile e lo scontro armato si rese alla fine inevitabile.

## La battaglia
Il casus belli arrivò nell'ottobre del 1858 con l'assassinio dell'ex governatore di San Juan Nazario Benavídez. Quest'ultimo infatti, dopo essere stato rovesciato a seguito di un golpe promosso da liberali vicini al governo di Buenos Aires, venne imprigionato ed infine ucciso dai suoi stessi carcerieri. La notizia dell'assassinio di Benavídez fu accolta con soddisfazione dalla stampa porteña, che arrivò ad augurare la stessa sorte ad Urquiza.
Il 6 maggio 1859 il Congresso autorizzò Urquiza ad usare ogni mezzo per reincorporare Buenos Aires nella nazione. Da parte sua l'assemblea provinciale di Buenos Aires inviò due navi a bloccare il porto della nuova capitale della Confederazione, Paraná; l'equipaggio di una di queste, tuttavia, il 7 luglio si ammutinò e si consegnò ai federalisti, portando al fallimento dell'operazione.
Fallite le negoziazioni, alle quali aveva partecipato come mediatore anche l'ambasciatore degli Stati Uniti d'America, la squadra navale nazionale salpò da Montevideo e forzò il passaggio dell'isola Martín García il 14 ottobre, arrivando così davanti al porto di Buenos Aires. L'incursione di una pattuglia porteña, che oltrepassò il confine per un'azione bellica, convinse Urquiza a dare l'ordine di avanzare.
Nell'avanzata, il 22 ottobre l'esercito di Urquiza incontrò sulla riva destra del torrente chiamato Arroyo del Medio l'avanguardia nemica, composta dalle sue migliori truppe di cavalleria; tre divisioni le attaccarono, facendole retrocedere e inseguendole fino a trovarsi di fronte il grosso dell'esercito nemico schierato. Il giorno seguente la battaglia non poté cominciare prima delle cinque e mezza della sera, visto che l'esercito confederato era avanzato tanto rapidamente da trovarsi privo di approvvigionamenti e munizioni; Mitre non ne approfittò rimanendo in posizione.

Urquiza dispose l'artiglieria al centro dello schieramento, intervallata da sei battaglioni di fanteria disposti in colonne parallele, mentre la cavalleria occupò le due ali; dopo di che attaccò lui stesso dall'ala destra, disperdendo il nemico nel suo lato sinistro e facendo prigioniero un intero battaglione di fanteria. Un attacco dell'esercito di Buenos Aires contro l'ala destra dell'esercito confederato fu invece fermato dall'artiglieria di quest'ultimo. La battaglia si concluse a notte fonda con la totale dissoluzione delle truppe di Buenos Aires.

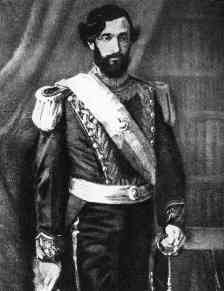
Bartolomé Mitre.

Dopo una marcia forzata di 36 ore Mitre raggiunse San Nicolás de los Arroyos con soli 2 000 uomini e 6 cannoni, lasciando ad Urquiza 2 000 prigionieri, 20 pezzi d'artiglieria e un grande bottino di guerra.

## Il trattato di pace
Imbarcatosi a San Nicolás, l'esercito di Buenos Aires riuscì a scendere il Paraná e rientrare in città, dove Mitre tentò in un primo tempo di attribuirsi la vittoria e annunciò di avere riportato le "legioni intatte". Nel frattempo Urquiza avanzò rapidamente, lanciando però segnali di riappacificazione; invece di porre l'assedio preferì fermarsi a San José de Flores, cercando di raggiungere un accordo con i nemici sconfitti. Alsina, che rifiutò qualunque accordo, si trovò isolato e dovette dimettersi.
Grazie alla mediazione di Francisco Solano López, figlio del presidente del Paraguay Carlos Antonio López, si riuscì ad arrivare ad un accordo e l'11 novembre fu firmato il patto di San José de Flores, in base al quale la provincia di Buenos Aires veniva reincorporata nella Confederazione. Le modifiche alla Costituzione proposte dagli sconfitti vennero rapidamente accettate dall'assemblea legislativa nazionale, garantendo per cinque anni a Buenos Aires il diritto di disporre in esclusiva della dogana, oltre che l'esenzione perpetua dalle imposte per la banca provinciale (Banco de la Provincia de Buenos Aires).
I termini dell'accordo furono duramente criticati nel campo federalista; alcuni dei suoi più importanti esponenti accusarono Urquiza di aver concesso agli sconfitti tutto ciò che essi volevano.

## Conseguenze
Il governo di Buenos Aires non rispettò il patto stipulato, continuando invece a rafforzare il proprio esercito in vista di un ulteriore scontro con le forze della Confederazione. Grazie alla cospicua disponibilità economica inoltre riuscì ad assicurarsi una serie di alleanze con altre province dell'interno, mettendo in difficoltà il presidente argentino Santiago Derqui.
Il 17 settembre 1861 l'esercito porteño, comandato ancora una volta da Mitre, affrontò nella battaglia di Pavón l'esercito confederato, guidato ancora una volta da Urquiza. Lo strano comportamento di quest'ultimo, che nel pieno di uno scontro dall'esito non ancora definito si allontanò dal campo di battaglia con le sue truppe, portò alla vittoria degli unitarios di Buenos Aires; preso il potere con la forza, Mitre si fece eleggere presidente nel 1862.
Urquiza, che perse le elezioni alla presidenza argentina nel 1868, perse ulteriore prestigio tra i federales dopo l'appoggio dato al governo di Buenos Aires durante l'impopolare guerra della triplice alleanza. A seguito di una congiura promossa da López Jordán fu assassinato l'11 aprile 1870 nella sua residenza di Palazzo San José.
La battaglia di Cepeda fu un'indiscussa vittoria dei federalisti argentini, ma rappresentò alla fine solo una battuta d'arresto momentanea per l'ascesa al potere della borghesia mercantile di Buenos Aires. Nel giro di pochi anni la città conquistò il dominio politico ed economico dell'intera nazione.